# Sinjai (Regierungsbezirk)
Sinjai ist ein Regierungsbezirk (Kabupaten) auf der indonesischen Insel Sulawesi. Verwaltungssitz ist der Ort Sinja Utara.

## Geographie
Mit der Fläche von 865,24 km² belegt der Bezirk Rang 18 der 24 Verwaltungseinheiten 2. Ebene (Kota und Kabupaten) mit einem Anteil von 1,91 Prozent.

### Lage und Ausdehnung
Der Kabupaten Sinjai liegt im Süden bzw. Südosten der Provinz Sulawesi Selatan und grenzt im Norden an den Bezirk Bone, im Westen an Gowa und im Süden an Bulukumba. Im Osten stellt die Küstenlinie der Bucht von Bone eine natürliche Grenze dar. Zum Bezirk gehören neun Inseln, die alle im Kecamatan Pulau Sembilan (deutsch neun Inseln) beheimatet sind.

### Grenzpunkte
Der Regierungsbezirk Sinjai liegt südlich des Äquators und hat folgende äußere Grenzpunkte:
| Richtung | Kode            | Kec.             | Desa               | Koordinaten         |
| -------- | --------------- | ---------------- | ------------------ | ------------------- |
| N        | 73.07.06.200400 | Bulupoddo        | Duampanuae         | 05°12′18,98″ s. Br. |
| O        | 73.07.09.2003   | Pulau Sembilan00 | Pulau Padaelo a)00 | 120°25′36,49″ ö. L. |
| S        | 73.07.01.2003   | Sinjai Barat     | Gunung Perak       | 05°21′21,13″ s. Br. |
| W        | 73.07.01.2003   | Sinjai Barat     | Gunung Perak       | 119°55′43,30″ ö. L. |

### Klima und Wetter
Im Bezirk herrscht wie im übrigen Indonesien tropisches Regenwaldklima (feuchttropisches Klima), es gibt eine trockene Jahreszeit und die Regenzeit mit fließenden Übergängen. 2020 fielen 2784 mm Regen, der meiste im Mai (665 mm) und der wenigste im August (70 mm).

## Verwaltungsgliederung
Der Bezirk Sinjai gliedert sich in neun Distrikte (Kecamatan), die aus 80 Dörfern (idS|Desa) bestehen. 13 dieser Dörfer besitzen als Kelurahan ein städtischen Charakter. Die weitere Unterteilung erfolgt in 63 Lingkungan, 308 Dusun, 684 RW/RK und 1465 RT (Stand 2020).

Die Lage der Kecamatan im Kabupaten

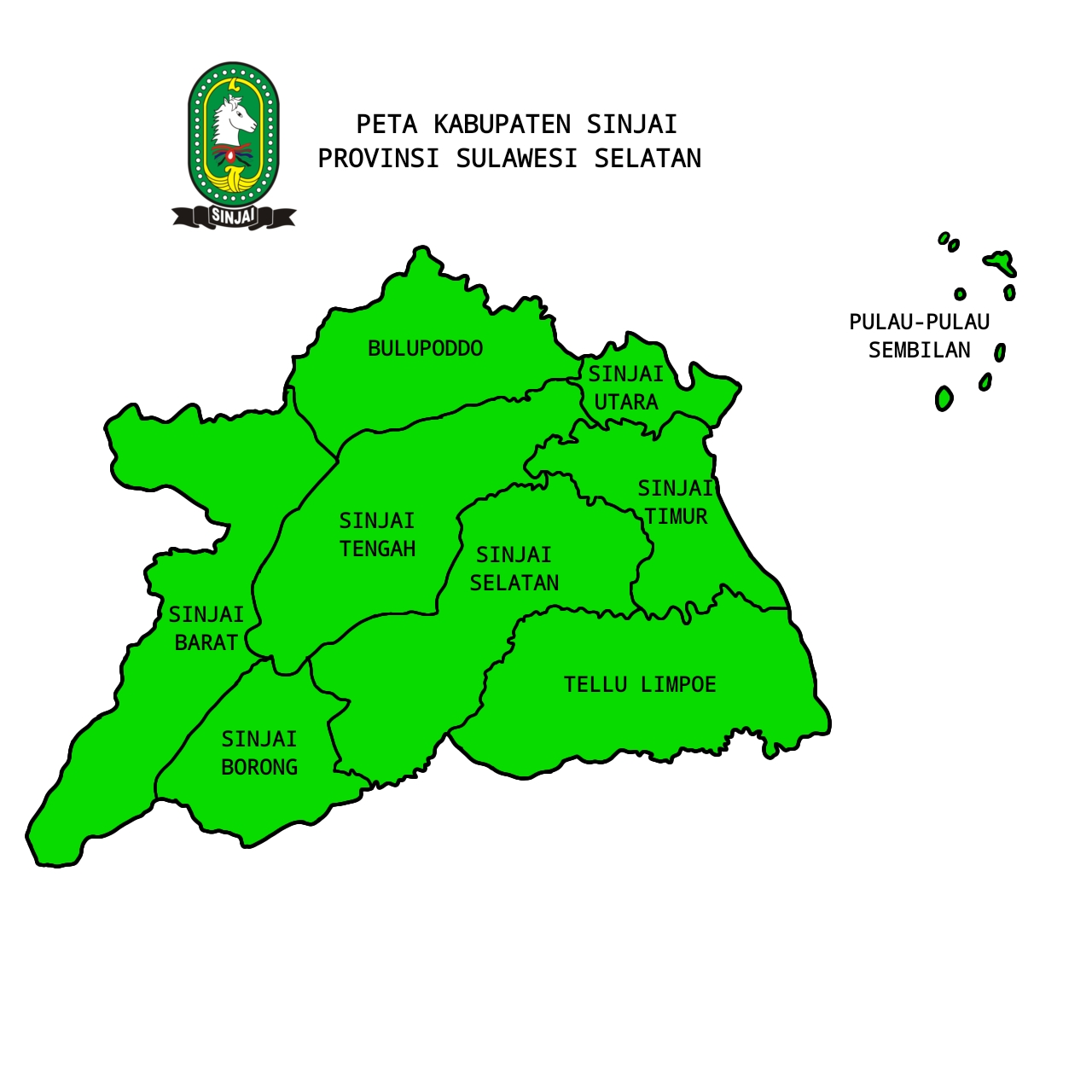
Verwaltungsübersicht

| Code 1)  | Kecamatan Distrikt | Ibukota Verwaltungssitz | Fläche (km²) | Einw. Zensus 2010 2) | Volkszählung 2020 3) | Volkszählung 2020 3) | Volkszählung 2020 3) | Anzahl der … |      |
| Code 1)  | Kecamatan Distrikt | Ibukota Verwaltungssitz | Fläche (km²) | Einw. Zensus 2010 2) | Einw. 3)             | 0Dichte 4)0          | Sex Ratio 5)         | Desa         | Kel. |
| -------- | ------------------ | ----------------------- | ------------ | -------------------- | -------------------- | -------------------- | -------------------- | ------------ | ---- |
| 73.07.01 | Sinjai Barat       | Tassililu               | 135,53       | 22.985               | 25.873               | 190,9                | 100,09               | 7            | 2    |
| 73.07.02 | Sinjai Selatan     | Bikeru                  | 131,99       | 37.055               | 40.473               | 306,6                | 96,70                | 10           | 1    |
| 73.07.03 | Sinjai Timur       | Samataring              | 71,88        | 28.971               | 33.765               | 469,7                | 97,65                | 12           | 1    |
| 73.07.04 | Sinjai Tengah      | Samaenre                | 129,70       | 25.966               | 28.337               | 218,5                | 100,43               | 10           | 1    |
| 73.07.05 | Sinjai Utara       | Balingnipa              | 29,57        | 43.467               | 50.498               | 1.707,7              | 95,90                | –            | 6    |
| 73.07.06 | Bulupoddo          | Lamatti Riattang        | 99,47        | 15.681               | 17.522               | 176,2                | 97,36                | 7            | –    |
| 73.07.07 | Sinjai Borong      | Pasir Putih             | 66,97        | 15.901               | 17.718               | 264,6                | 102,51               | 7            | 1    |
| 73.07.08 | Tellu Limpoe       | Mannanti                | 147,30       | 31.448               | 37.724               | 256,1                | 96,43                | 10           | 1    |
| 73.07.09 | Pulau Sembilan00   | Pulau Harapan           | 7,55         | 7.405                | 7.568                | 1.002,4              | 101,44               | 4            | –    |
| 73.07    | Kab. Sinjai        | Kab. Sinjai             | 819,96       | 228.879              | 259.478              | 316,5                | 7,93                 | 67           | 13   |

## Demographie
Wie im gesamten Südosten der Provinz Sulawesi Selatan so wird auch im Regierungsbezirk Sinjai neben indonesisch hauptsächlich Bugis gesprochen, im Südosten des Bezirks auch Konjo und im Südwesten auch die Makassar-Sprache.
Mit seiner Bevölkerungszahl rangiert Sinjai auf der 24-stelligen Liste der Untereinheiten auf Rang 15 mit einem Anteil von 2,90 Prozent. Die Bevölkerungsdichte von 319,3 Einwohner je km² liegt über dem Provinzdurchschnitt (210,2) und hat Rang 10 inne (Angaben von 2024).
Von der Bevölkerung am Jahresende 2024 waren 47,05 (30,91) % ledig; 46,36 (60,50) % verheiratet; 1,46 (1,90) % geschieden sowie 5,13 (6,69) % verwitwet. Kursive Zahlen in Klammern beziehen sich auf die Bevölkerung ab dem Alter von 15 Jahren (211.713, das sind 76,63 Prozent der Gesamtbevölkerung). 22.509 Personen waren 65 Jahre und älter, das sind 8,15 Prozent des Kabupaten.

### Durchschnittswerte der administrativen Einheiten
Für das Jahr 2024 wurden folgende Durchschnittswerte für Einwohnerzahl und Fläche (km²) für die Distrikte und die Dörfer ermittelt.
|                        | Kab. Sinjai0 | Kab. Sinjai0 | Prov. SULSEL0 | Prov. SULSEL0 |
| Einw.                  | Fläche       | Einw.        | Fläche        |               |
| ---------------------- | ------------ | ------------ | ------------- | ------------- |
| Pro Kecamatan          | 30.697       | 96,14        | 30.442        | 144,83        |
| Pro Desa + Kelurahan00 | 03.453       | 10,82        | 03.113        | 014,81        |

Der Kabupaten Sinjai weist mit den Durchschnittswerten für die Kecamatan und Dörfer eine höhere Bevölkerungszahl als die Provinz Sulawesi Selatan auf.

### Soziale Daten 2020
| Merkmal                                                             | Kab. Sinjai | 0Prov. Sulawesi Selatan0 |
| ------------------------------------------------------------------- | ----------- | ------------------------ |
| Bevölkerung unterhalb der Armutsgrenze (Tsd.)00                     | 22,060      | 776,830                  |
| Anteil der „armen Bevölkerung“ (indonesisch Penduduk miskin) (%)000 | 9,000       | 8,720                    |
| Arbeitslosenrate (%)                                                | 2,650       | 6,310                    |
| Lebenserwartung bei der Geburt (Jahre)                              | 67,300      | 70,570                   |
| HDI-Index                                                           | 67,600      | 71,930                   |
| Analphabetenrate (in %, 15+ J.)                                     | 10,700      | 7,440                    |
| Anteil der Altersgruppen                                            | 0Real0      | 00.Prozentual0           |
| Kinder (<15 J.)                                                     | 63.6610     | 24,53                    |
| arbeitsfähige Bevölkerung (15–64 J.)                                | 178.4080    | 68,76                    |
| Rentner und Pensionäre (>65 J.)                                     | 0.17.4090   | 06,71                    |

### Religion und Bevölkerungsverteilung
| Religion         | Gläubige | Anteil (%) | Gebäude | Anteil 2024 |
| ---------------- | -------- | ---------- | ------- | ----------- |
| Islam            | 254.6070 | 99,940     | 680 9)0 | 99,950      |
| Protestanten 10) | 840      | 0,030      | –0      | 0,040       |
| Katholiken 10)   | 600      | 0,020      | –0      | 0,010       |
| Hindus           | 70       | <0,010     | –0      | <0,010      |
| Buddhisten       | 100      | <0,010     | –0      | <0,010      |

| Jahr | Gesamt- Bevölkerung | Männer  | %     | Frauen  | %     | Sex Ratio 5) |
| 2016 | 258.020             | 130.279 | 50,49 | 127.741 | 49,51 | 101,99       |
| 2017 | 252.120             | 124.657 | 49,44 | 127.463 | 50,56 | 97,80        |
| 2018 | 259.385             | 128.290 | 49,46 | 131.095 | 50,54 | 97,86        |
| 2019 | 261.220             | 129.096 | 49,42 | 132.124 | 50,58 | 97,71        |
| 2020 | 263.141             | 130.297 | 49,52 | 132.844 | 50,48 | 98,08        |
| 2021 | 266.479             | 132.065 | 49,56 | 134.414 | 50,44 | 98,25        |
| 2022 | 269.314             | 133.402 | 49,53 | 135.912 | 50,47 | 98,15        |
| 2023 | 273.559             | 135.661 | 49,59 | 137.898 | 50,41 | 98,38        |
| 2024 | 276.269             | 136.939 | 49,57 | 139.330 | 50,43 | 98,28        |

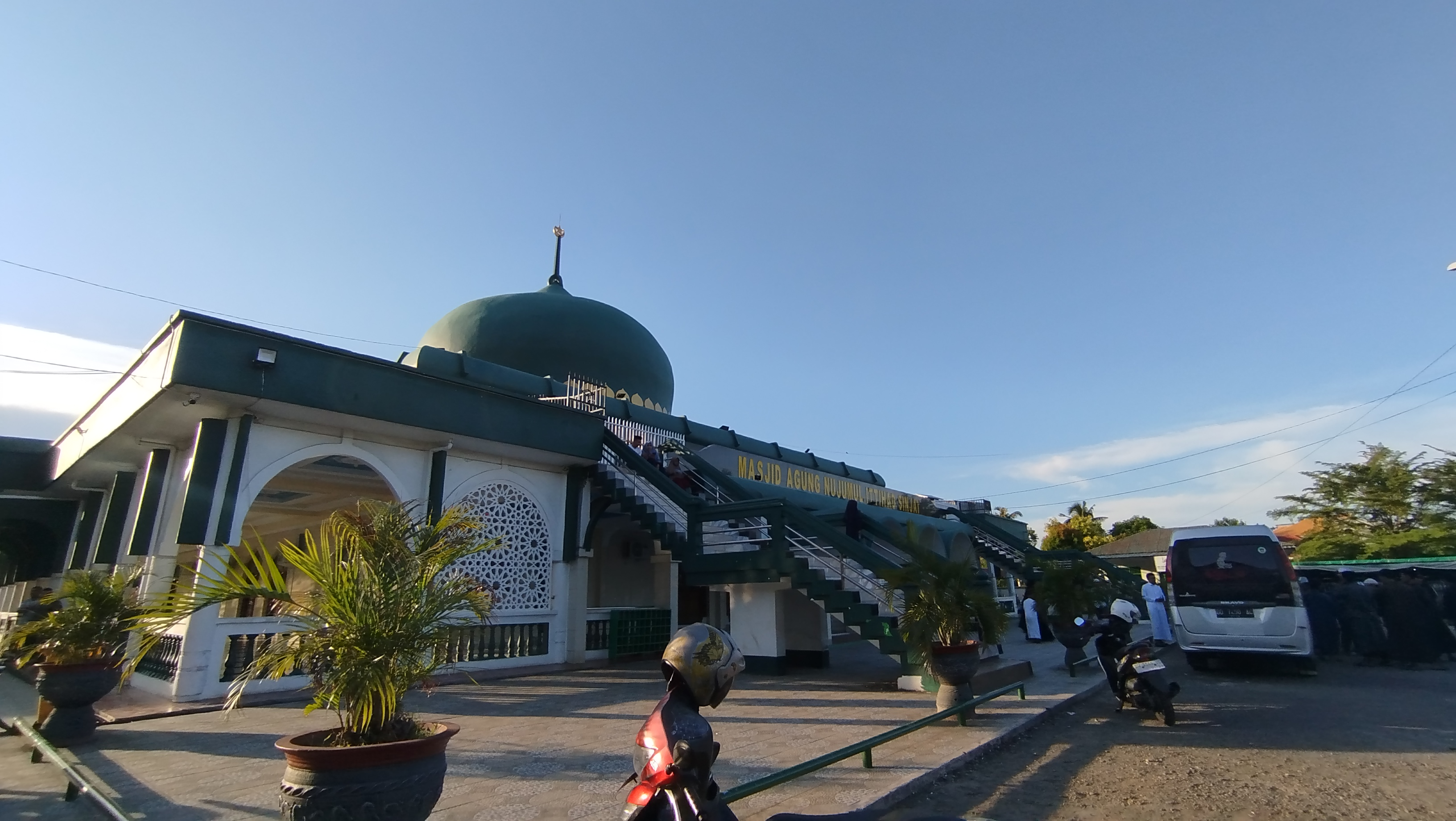
Die große Nujumul Ittihad Moschee in Balangnipa, Sinjai Utara

Obige Tabelle gibt die durch die Zivilstandsbüros (Disdukcapil, indonesisch Dinas Kependudukan dan Pencatatan Sipil) veröffentlichten Fortschreibungsergebnisse zum Jahresende wieder.

### Aktuelle Daten der Bevölkerungsfortschreibung

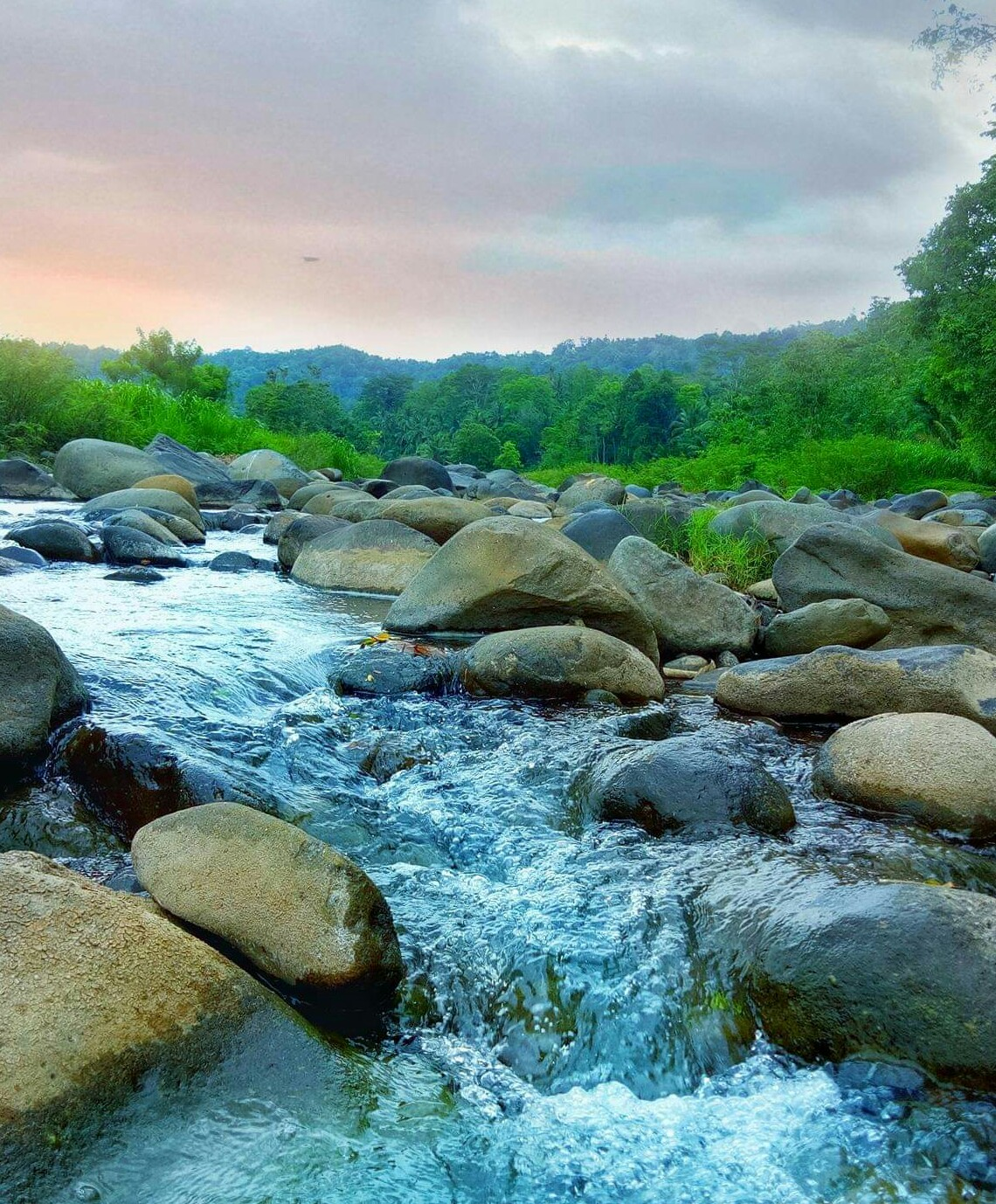
Der Fluss Bihulo im Dorf Baru

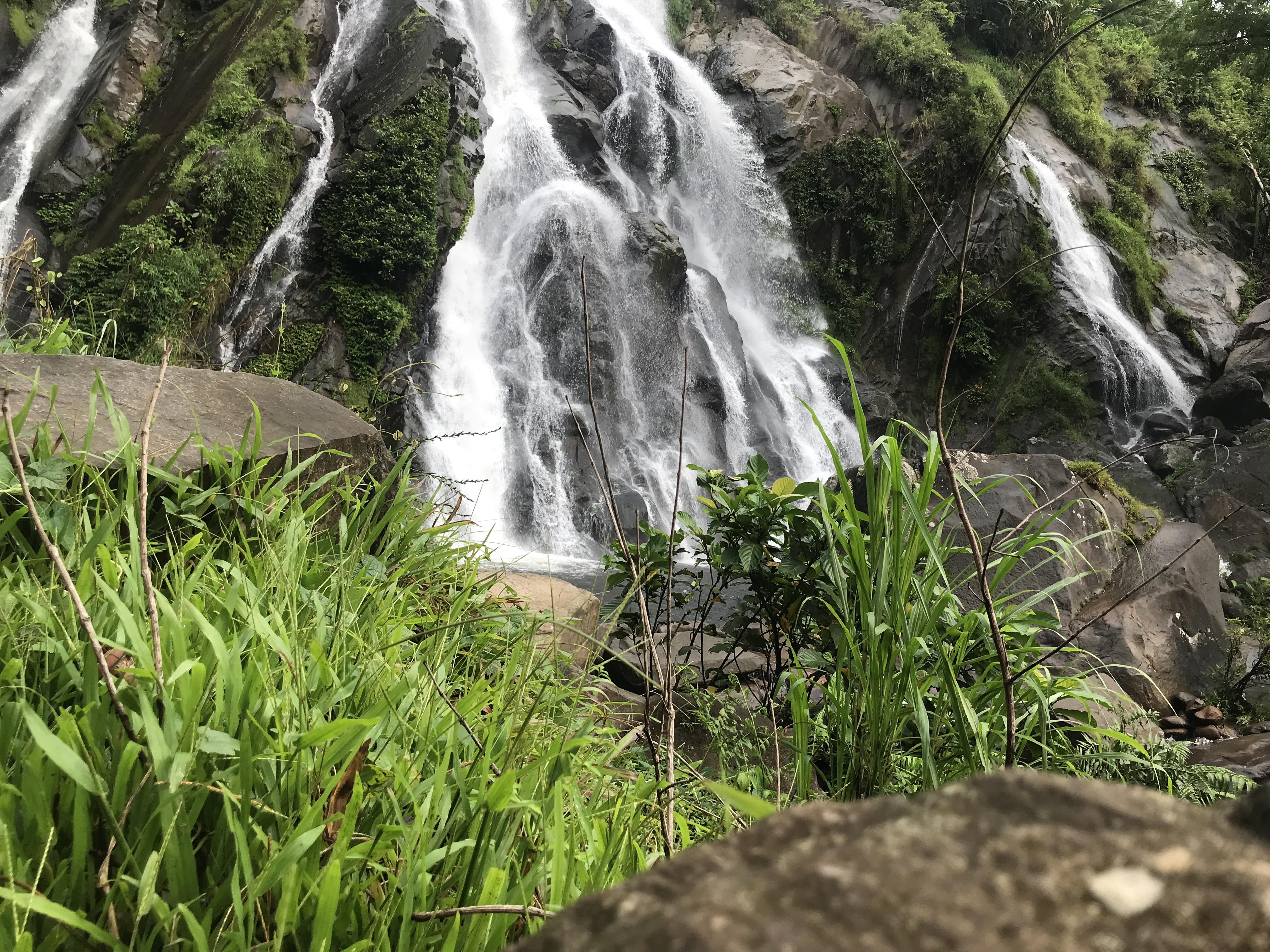
Der Laliako Wasserfall in Terasa

Nachfolgende Tabelle gibt den Einwohnerstand nach Geschlecht zur Volkszählung 2020, zum Ende 2022 sowie zum Jahresende 2024 wieder. Beide letztere Daten resultieren aus den Ergebnissen der Fortschreibung durch die örtlichen Zivilstandsbüros (Disdukcapil, indonesisch Dinas Kependudukan dan Pencatatan Sipil). Der aktuelle Einwohnerstand kann jederzeit in einer interaktiven Karte abgerufen werden.

| Kecamatan       | Zensus 2020 | Zensus 2020 | Zensus 2020 | Ende 2022 | Ende 2024 | Ende 2024 | Ende 2024 | Fläche km² | Bevöl kerungs dichte | Sex Ratio 5) |
| Kecamatan       | Insg.       | männl.      | weibl.      | Ende 2022 | Insg.     | männl.    | weibl.    | Fläche km² | Bevöl kerungs dichte | Sex Ratio 5) |
| --------------- | ----------- | ----------- | ----------- | --------- | --------- | --------- | --------- | ---------- | -------------------- | ------------ |
| Sinjai Barat    | 25.873      | 12.942      | 12.931      | 26.285    | 27.470    | 13.741    | 13.729    | 151,10     | 181,80               | 100,09       |
| Sinjai Selatan  | 40.473      | 19.897      | 20.576      | 40.878    | 42.349    | 20.859    | 21.490    | 144,36     | 293,36               | 97,06        |
| Sinjai Timur    | 33.765      | 16.682      | 17.083      | 34.470    | 36.506    | 18.034    | 18.472    | 79,01      | 462,02               | 97,63        |
| Sinjai Tengah   | 28.337      | 14.199      | 14.138      | 28.616    | 29.698    | 14.848    | 14.850    | 123,23     | 241,01               | 99,99        |
| Sinjai Utara    | 50.498      | 24.721      | 25.777      | 51.616    | 53.308    | 26.235    | 27.073    | 33,36      | 1.597,87             | 96,90        |
| Bulupoddo       | 17.522      | 8.644       | 8.878       | 17.775    | 18.703    | 9.308     | 9.395     | 98,12      | 190,62               | 99,07        |
| Sinjai Borong   | 17.718      | 8.969       | 8.749       | 17.964    | 19.023    | 9.595     | 9.428     | 91,02      | 209,01               | 101,77       |
| Tellu Limpoe    | 37.724      | 18.519      | 19.205      | 38.588    | 41.084    | 20.259    | 20.825    | 143,10     | 287,11               | 97,28        |
| Pulau Sembilan0 | 7.568       | 3.811       | 3.757       | 7.635     | 8.128     | 4.060     | 4.068     | 1,96       | 4.151,17             | 99,80        |
| Kab. Sinjai     | 259.478     | 128.384     | 131.094     | 263.827   | 276.269   | 136.939   | 139.330   | 865,24     | 319,30               | 98,28        |